# Тарънт (окръг, Тексас)
Окръг Тарънт (на английски: Tarrant County) е окръг в щата Тексас, Съединени американски щати. Площта му е 2324 km², а населението - 1 809 034 (2010 година). Административен център е град Форт Уърт.